# Lysandra britannorum
Lysandra britannorum är en fjärilsart som beskrevs av Ruggero Verity 1919. Lysandra britannorum ingår i släktet Lysandra och familjen juvelvingar. Inga underarter finns listade i Catalogue of Life.